# Богарне
Богарне́, или Богарнэ́ (фр. Beauharnais, Beauharnois, согласно французско-русской практической транскрипции — Боарне, Боарнуа) — французский аристократический род, и фамилия. Имели титулы и должности — сеньоров Де Бомон и Де Вельшо, Мирамиона и Шоссе, виконтов, графов де Богарне, графов Рош-Барито, маркизов Богарне и де Ла Ферте-Богарне, баронов Бовиль, губернаторов острова Мартиника, правителей французских Антильских островов, капитанов «Военно-морского флота Франции», губернаторов Новой Франции и их интендантов. Имели ответвление — ветвь герцогов Лейхтенбергских, обладателей титулов: Великих герцогов Франфуртских, вице-королей Италии, принцев Венецианских, принцев Эйштатских, герцогов де Галлиера, герцогов де Наварра, герцогов Лейхтенбергских, герцогов Санта-Крус, маркизов Ла-Ферте, князей Романовских с предикатом светлости «Его Императорского Высочества» .

## История рода
Первым засвидетельствованным предком был Гийом I Сен-Богарне (его брачный контракт датирован 20 января 1390) из дома Богарне. Он купец из Орлеана, которого называют сиром (сеньором) Мирамиона и Шоссе:
- Франсуа IV де Богарне (1630—1681), оруженосец, являлся сиром (сеньором) Де Ла Гриель, Вуазона, Луар и Шер, Де Ла Бойше (sieur de la Grillère, Loir-et-Cher, sieur de la Boische), был французским дворянином. Его отцом был Жан де Богарне (1606—1661), камергер королевской ординации ordinaire du roi (один из семи детей Анны Браше и ее мужа Франсуа II де Богарне). Его матерью была Мари Малле, и у него было два брата и сестры.Герб Клода Де БогарнеКлод де Богарне (1674—1738) был французским дворянином. Он был сеньором Де Бомон и Де Вельшо, графом Рош-Барито, капитаном Королевского флота Франции и рыцарем Ордена Святого Духа. Он был сыном Франсуа IV де Богарне, сеньора де Ла Буа и его жены Мари Маргариты-Франсуазы Пюивар де Шастулле[2][3].Чарльз Де Ла Буаш (Де Богарне) (1671—1749), Маркиз Де Богарне, Губернатор Новой Франции (1726—1746), из рода Богарне (сын Франциска IV Де Богарне, François IV de Beauharnais).
- Чарльз (Шарль) де ла Буаш и Де Богарне, маркиз де Богарне (ок. 1671 — 1749) — офицер военно-морских сил Франции, занимавший пост губернатора Канады Новой Франции с 1726 по 1746 год. Сын Франсуа IV де Богарне, Шарль имел двух братьев, которые также оказали влияние на историю Новой Франции. Клод де Богарне был французским морским офицером, который проводил время, командуя кораблями, которые поддерживали линии снабжения колонии, а Франсуа де Богарне де Лабоэш некоторое время был Интендантом Новой Франции. Губернатор хорошо работал с пограничными торговцами, исследователями и миссионерами. Его срок правления ознаменовался значительным увеличением числа западных фортов под руководством таких людей, как Ла Верендри, и связью канадских и луизианских колоний. Разведку продвинули на запад, к Скалистым горам, Ла Верендри и его сыновья. Несмотря на в целом мирную и процветающую администрацию, его обвинили в падении крепости Луисбург в 1745 году, и он был отозван в 1746 году, вернувшись во Францию в следующем году. Многие места носят его имя, включая город Боарнуа, Квебек и Форт Богарне, штат Миннесота[4].
- Богарне, Франсуа де (1714—1800) — французский аристократ, маркиз де ла Ферт-Богарне, барон де Бовилль, возвысился, за свою службу, ещё до прихода Наполеона I, к власти, морской офицер, губернатор острова Мартиника и правитель всех французских Антильских островов (31 мая 1757 — 7 февраля 1761).
- Богарне, Франсуа, маркиз де Богарне (1756—1846) — генерал-лейтенант, дипломат и сенатор. Родился 12 августа 1756 года в Ла-Рошели (La-Rochelle) в семье королевского морского офицера Франсуа де Богарне (Francois de Beauharnais, Baron de Beauville, Marquis de La Ferte-Beauharnais) (1714—1800) и его супруги Генриетты Пивар де Шастуйе (Henriette Pyvart de Chastulle) (1722—1767). В 1789 году избран депутатом Генеральных штатов (Etats generaux), после падения монархии эмигрировал и в чине генерал-майор служил в Армии принца Конде (Armee de Conde), при Империи возвратился на родину и исполнял некоторые дипломатические функции, в том числе был посланником Франции в Этрурии (Etrurie), затем в Испании. Умер 3 марта 1846 года в Париже в возрасте 89 лет. Был дважды женат: первым браком 1 мая 1778 года на Мари-Анне-Франсуазе де Богарне (Marie-Anne-Françoise de Beauharnais) (1757—1822), в 1793 году развёлся и с 1796 года жил в гражданском браке с Дезире-Эжени Таше де ла Пажери (Desiree-Eugenie Tascher de la Pagerie) (1739—1803), вдовой шевалье Ренодена (Alexis de Renaudin); вторым браком в 1802 году на Кристине Гертруде Жозефе Ксавье Вальбургии де Кохаузен (Christine Gertrude Josephe Xavier Walburge de Cohausen) (1775—1822)[5].
- Богарне, Александр де (1760—1794) — французский политический и военный деятель, первый муж Жозефины Богарне, отец Эжена и Гортензии Богарне.
- Богарне, Гортензия (1783—1837) — королева Нидерландов, дочь Александра де Богарне и Жозефины Богарне, падчерица Наполеона I, жена Луи Бонапарта, мать Наполеона III.
- Богарне, Эжен де (1781—1824) — вице-король Италии, дивизионный генерал, сын Александра де Богарне и Жозефины Богарне, пасынок Наполеона I;
- Богарне, Жозефина (1763—1814) — императрица Франции; первая жена Александра де Богарне, впоследствии — супруга Наполеона I; мать Евгения и Гортензии Богарне.
- Богарне, Огюст (1810—1835) — 2-й Герцог Лейхтенбергский, старший сын Евгения Богарне.
- Богарне, Стефания де (1789—1860) — великая герцогиня Баденская, супруга великого герцога Карла Баденского.
- Богарне, Фанни де (1737—1813) — французская писательница и поэтесса.
- Богарне, Эмилия Луиза (1781—1855) — племянница по мужу императрицы Жозефины.

### Графы Богарне
- Именным Высочайшим указом, от 9 января 1869 года, супруге Его Императорского Высочества Князя Евгения Максимилиановича Рома́новского, герцога Лейхтенбергского — Дарье Константиновне (урождённой Опочининой), и нисходящего от сего брака потомству предоставлены титул и фамилия графов Богарне, по родовому, в мужском поколении, происхождению Его Императорского Высочества.
  - Богарне, Дарья Евгеньевна (1870—1937) — графиня, дочь князя Евгения Максимилиановича Романовского, герцога Лейхтенбергского и его первой морганатической супруги Дарьи Константиновны Опочининой (1844—1870).
- Именным Высочайшим указом, от 3 июля 1879 года, супруге Его Императорского Высочества Князя Евгения Максимилиановича Романовского, герцога Лейхтенбергского — Зинаиде Дмитриевне (рожденной Скобелевой), и нисходящего от сего брака потомству предоставлены титул и фамилия графов Богарне, по родовому, в мужском поколении, происхождению Его Императорского Высочества.
- Именным Высочайшим указом, от 30 января 1878 года, супруге Его Императорского Высочества Князя Николая Максимилиановича Романовского, герцога Лейхтенбергского — Надежде Сергеевне Акинфовой (рожденной Анненковой), и нисходящего от сего брака потомству предоставлены титул и фамилия графов Богарне, по родовому, в мужском поколении, происхождению Его Императорского Высочества.

Таким образом, после получение основных титулов усынолённого Наполеоном Бонапартом Эжена Де Богарне — «Его Императорское высочество, принц Франции, вице-король Италии, принц Венеции и великий герцог Франкфуртский», за линией Лейхтенбергской, закрепилось главенство и все титулы в доме Богарне.